# Werbach
Werbach település Németországban, azon belül Baden-Württembergben. Lakosainak száma 3255 fő (2023. december 31.). Werbach Wertheim, Neubrunn és Külsheim községekkel határos.

## Népesség
A település népessége az elmúlt években az alábbi módon változott:
| Lakosok száma | 3496 | 3554 | 3619 | 3388 | 3343 | 3645 | 3659 | 3562 | 3288 | 3255 |
|               | 1961 | 1967 | 1974 | 1980 | 1987 | 1993 | 2000 | 2006 | 2013 | 2023 |